# ميشال موسى
ميشال موسى وزير سابق وعضو حالي في مجلس النواب اللبناني، من مواليد بلدة مغدوشة في العام 1949 ميلادي، متزوج من جانين أبو خليل ولهما ولدان. طبيب اختصاصي في أمراض القلب والشرايين، حائز على الشهادة الوطنية الفرنسية في طب القلب من جامعة مونبلييه عام 1980.

## في النيابة
- انتخب نائباً عن الجنوب دائرة الزهراني في دورات: 1992/ 1996 / 2000 / 2005 / 2009.
- عضو كتلة التحرير والتنمية برئاسة الرئيس نبيه بري.
- عضو هيئة مجلس النواب.
- رئيس لجنة حقوق الإنسان النيابية.
- عضو لجنتي الصحة والبيئة.
- رئيس لجنة الصداقة البرلمانية اللبنانية الأوكرانية.
- رئيس لجنة الصداقة البرلمانية اللبنانية الجزائرية.
- عضو لجنة القضايا السياسية والأمن وحقوق الإنسان التابعة للجمعية البرلمانية الأورومتوسطية في مجلس النواب.
- قدم سلسلة اقتراحات قوانين في مجالات صحية واجتماعية ودستورية.

## في الوزارة
- عيّن وزيرا للعمل والشؤون الاجتماعية في حكومة الرئيس سليم الحص في العام 1998.[2]
- عيّن وزيرا للبيئة في الحكومة التي شكلها الرئيس رفيق الحريري في العام 2000.
- عيّن وزير دولة في حكومة الرئيس رفيق الحريري الخامسة في العام 2004.
- ساهم خلال توليه وزارة الشؤون في ولادة القانون 220/2000 (المعوقين). كذلك في دفع قانون مكافحة التلوث وفي إقرار تشريعات واستصدار مراسيم في ميادين مختلفة. يتولى مع جهات معنية محلية ودولية، إعداد مشروع الخطة الوطنية لحقوق الإنسان في لبنان.